# Sort (Lleida)
Sort, Lleida község Spanyolországban, Lleida tartományban. Sort Baix Pallars, Soriguera, La Torre de Cabdella, Espot és Rialp községekkel határos. Lakosainak száma 2213 fő (2024).

## Népesség
A település népessége az utóbbi években az alábbiak szerint változott:
| Lakosok száma | 1650 | 2674 | 2201 | 2117 | 1637 | 2003 | 2382 | 2237 | 2149 | 2213 |
|               | 1717 | 1887 | 1936 | 1960 | 1986 | 2004 | 2009 | 2014 | 2019 | 2024 |